# Anwar Abu Eisheh
 (août 2014).
Anwar Abu Eisheh, né en 1951 à Hébron est un homme politique et universitaire palestinien. Ancien ministre de la Culture de l'Autorité palestinienne, professeur de droit civil à l'Université Al-Quds.

## Biographie

### Études
Doctorat d'état en droit civil (Paris X Nanterre - 1988): Le régime juridique des immeubles en Palestine. 

### Carrière professionnelle
Professeur de droit à l'université Al-Quds où il enseigne depuis 1996. 
Membre du Comité de rédaction du code civil palestinien de 1998 à 2000. 
De 2003 à 2008 il fut expert juridique auprès de la Commission Européenne, de l’UNESCO, de ISPROM et ISISCO.
Co-organisateur de 2009 à 2017, avec l’Institut International des droits de l’Homme et de la Paix (2hip-Caen), du Concours international de plaidoiries sur les droits de l’homme à l’Université al-Quds.
Ministre de la Culture de l’Autorité palestinienne de 2013 à 2014.

### Engagement politique
Il a adhéré au Fatah en 1968. De 1980 à 1983 il a été secrétaire de Issam Sartawi, représentant de l’Organisation de Libération de la Palestine (OLP) auprès de l’Internationale socialiste et chargé des contacts avec des Israéliens favorables à la paix.
De1982 à 1996 il a été représentant en Europe du Conseil supérieur de la jeunesse et des sports de l’OLP.
De 1982 à 2007 il a été membre du Comité olympique palestinien et présida la Fédération palestinienne du sport pour tous.
Il est membre du conseil municipal d’Hébron depuis 2012, chargé des relations internationales, du département juridique et des activités sportives et culturelles.
Depuis 2016 il est membre du Comité de communication avec la société civile israélienne créé par Mahmoud Abbas en 2015 pour favoriser le dialogue avec les forces israélienne de la paix.

### Autres responsabilités
Il a cofondé en 1997 l’Association d’échanges Culturels Hébron-France qu’il préside. Il a également présidé la Library on Wheels for Non-violence and Peace (LOWNP) de 2005 à 2012.
Anwar Abu Eisheh a par ailleurs été l’un des initiateurs en 2007 de la campagne pour l’inscription d’Hébron au patrimoine mondial de l’Unesco qui a abouti en 2017.

### Décorations
Chevalier des Palmes académiques (2006)
Chevalier de la Légion d’Honneur (2016)

### Publications
« Mémoires Palestiniennes, la terre dans la tête », Editions Clancier-Guénaud, Paris, 1982- Réédité par Chemins de traverse, 2011.
« Le Mouvement olympique», Beyrouth, 1990 (en arabe).
“ The Protection of heritage and holy sites in international law : a Palestinian perspective, in Sacred Space in Israel and Palestine, religion and Politics”, edited by M. Breger, Y. Reiter and L Hammer, Routledge, New York, 2011.
“Hébron : les affres de la colonisation”, in Palestine : 20 ans après. Confluences Méditerranée, n°86, été 2013. iReMMO, Editions L’harmattan, 2013.
“Parcours d’un militant palestinien : de chauffeur de taxi parisien à Ministre de la culture”, Editions la Croisée des Chemins, Casablanca, 2017.